# تغییر زمان
تغییر زمان (به انگلیسی Changing Times)(عنوان اصلی: Les Temps qui changent) فیلمی درام به کارگردانی آندره تشینه که در سال ۲۰۰۴ منتشر شد.
با بازی کاترین دنو و ژرار دوپاردیو. این فیلم دربارهٔ یک مهندس ساخت و ساز است که برای نظارت بر یک پروژه جدید به مراکش می‌رود، تا زنی را که ۳۰ سال پیش، دوست می‌داشت پیدا کند.

## داستان
آنتوان، یک مهندس عمران فرانسوی موفق به سفر به طنجه می‌شود تا ساختمان را برای یک مرکز رسانه‌ای بزرگ نظارت کند. با این حال، انگیزه واقعی او این است که اولین عشق خود را از سی سال پیش (سیسیلیا) پیدا کند. پس از کشف این که سیسیلیا در طنجه زندگی می‌کند، او به‌طور ناگهانی هر روز در ایستگاه رادیویی که او برنامه فرانسوی-عربی را برگزار می‌کند، گل‌های خود را به او می‌فرستد، اما او به دنبال تحسین و ستایش او نیست. سیسیلیا، که مدت کوتاهی پس از پایان رابطه خود با آنتوان، ازدواج کرد، در حال حاضر تنها به طلاق می‌رسد، در حال حاضر با یک مرد جوان، ناتان، پزشک یهودی مراکشی ازدواج کرده‌است.

## بازیگران
- کاترین دنو نقش سیسیلیا
- ژرار دوپاردیو نقش آنتوان
- گیلبرت Melki نقش Nathan
- ملک Zidi سامی
- لوبنا آزابال نادیا/Aïcha
- Nadem Rachati نقش Bilal
- تانیا لوپر نقش راشل
- Nabila Baraka نقش Nabila
- Mahdi Elomri نقش سعید

## انتشار
اگرچه انتشار اولیه فیلم در دسامبر سال ۲۰۰۴ انجام شد، اما انتشار آن به‌طور منظم در ایالات متحده تا اواسط ژوئیه ۲۰۰۶، زمانی که در تئاتر پاریس در منهتن افتتاح شد، نبود. این فیلم در تاریخ ۳ اکتبر ۲۰۰۶ در آمریکا در ایالات متحده منتشر شد.

## دریافت
متاکریتیک فیلم را به‌طور متوسط ۶۴/۱۰۰ نمره داد، که نشان دهنده «بررسی کلی مطلوب» است.
.
..

## جوایز
- جشنواره فیلم برلین (آلمان)
  - نامزد: طلایی برلین خرس (آندره تشینه)
- جایزه سزار (فرانسه)
  - نامزد: امیدوارکننده‌ترین بازیگر (ملک Zidi)
- جایزه ستلایت (ایالات متحده آمریکا)
  - نامزد: بهترین حرکت تصویر – زبان خارجی
  - نامزد: بهترین کلی دی وی دی
  - نامزد: بهترین فیلمنامه – اصلی (Pascal Bonitzer لوران Guyot و آندره تشینه)

## کتابشناسی
- مارشال بیل آندره Téchiné, Manchester University Press, 2007, شابک ‎۰-۷۱۹۰-۵۸۳۱-۷

## یادداشت
1. ↑  Marshall, André Téchiné, p. 132
2. ↑  "Changing Times". Minneapolis Star Tribune. August 24, 2006. Archived from the original on 11 April 2013. Retrieved 2013-03-29.
3. ↑  Sarris, Andrew (July 27, 2006). "Changing Times". New York Observer. Retrieved 2013-03-29.
4. ↑  Nesselson, Lisa (July 10, 2006). "Changing Times". Variety. Retrieved 2013-03-29.[پیوند مرده]
5. ↑  Anderson, John (July 13, 2006). "Changing Times". Newsday. Retrieved 2013-03-29.
6. ↑  Holden, Stephen (July 14, 2006). "In Changing Times, a Decades-Long Love, Reunited but Unrequited". The New York Times. Retrieved 2013-03-29.
7. ↑  Schwarzbaum, Liza (July 19, 2006). "Changing Times". Entertainment Weekly. Archived from the original on 1 March 2014. Retrieved 2013-03-29.